# Sarina Wiegman
Sarina Petronella Wiegman (Den Haag, 26 oktober 1969) is een Nederlandse voetbaltrainer en voormalig voetbalster. Ze werd in januari 2017 aangesteld als bondscoach van het Nederlands vrouwenelftal dat op 6 augustus 2017 in Nederland het Europees kampioenschap won. Ze verliet haar positie als bondscoach van de Nederlandse dames na de uitschakeling op de Olympische Spelen in 2021 om bondscoach van Engeland te worden, waarmee ze in 2022 eveneens Europees kampioen werd. Op 6 april 2023 won Wiegman met Engeland de eerste editie van de Women's Finalissima. De wedstrijd werd na strafschoppen gewonnen van Brazilië, nadat de wedstrijd in reguliere speeltijd en verlenging was geëindigd in 1–1. In de zomer van 2023 werd Wiegman met haar team tweede bij het wereldkampioenschap voetbal in Australië. Wiegman wordt, naast Vera Pauw, gezien als degene die een grote bijdrage heeft geleverd aan de ontwikkeling van het vrouwenvoetbal in Nederland. Ze is het vaakst uitgeroepen tot beste vrouwencoach. In 2025 werd ze in Zwitserland opnieuw met Engeland Europees kampioen door winst tegen Spanje in de finale met strafschoppen. Dit betekende voor Wiegman het derde Europese kampioenschap op rij.

## Carrière
Na het vwo aan de Dalton Scholengemeenschap Den Haag volgde Wiegman een hbo-opleiding aan de Haagse Academie voor Lichamelijke Opvoeding.
Ze begon haar carrière als docent lichamelijk opvoeding aan het Segbroek College in Den Haag. Als voetballer kwam zij negen jaar uit voor Ter Leede. Daarmee won ze tweemaal de landstitel en eenmaal de KNVB beker. Ze speelde daarnaast 104 interlands in het Nederlands elftal.
Op 24 januari 2006 begon ze aan haar eerste baan als trainster, bij de club waarvoor ze eerder speelde. Met Ter Leede werd ze in haar tweede jaar kampioen en won ze de KNVB beker. Op 24 april 2007 koos ze voor een contract bij ADO Den Haag, met ingang van het seizoen 2007/08. Daarmee kwam ze uit in de Eredivisie en later de Women's BeNe League.
In 2014 werd Wiegman assistent-coach van Roger Reijners van het Nederlands vrouwenelftal. Daarnaast liep zij stage bij Sparta Rotterdam, waarna zij het diploma Coach Betaald Voetbal haalde.
Na het ontslag van Reijners was ze van 1 augustus tot 1 oktober 2015 interim-bondscoach. Vanaf september 2015 was ze opnieuw assistent-bondscoach, nu naast Arjan van der Laan. Nadat hij in december 2016 zijn ontslag kreeg, stelde de KNVB Wiegman aan als zijn opvolger. Ze tekende een contract tot de zomer van 2019, het toernooi om het wereldkampioenschap in Frankrijk. Zij kreeg Arjan Veurink en Foppe de Haan als assistent. Met het Nederlands vrouwenvoetbalelftal wist ze in 2017 in eigen land Europees kampioen te worden. Voor het behalen van deze Europese titel werden Wiegman en de vrouwen van het vrouwenvoetbalteam in hetzelfde jaar benoemd tot ridder in de Orde van Oranje Nassau. Twee jaar later, op het wereldkampioenschap in Frankrijk, behaalden ze de tweede plaats door in de finale te verliezen van de Verenigde Staten. Ze ontving daarna van de gemeente Den Haag de stadspenning Den Haag.
In december 2019 verlengde ze haar contract − dat eind 2017 reeds verlengd was en met de Olympische Spelen van 2020 − tot en met het EK in 2021. Op 14 augustus 2020 werd echter bekend dat ze na de Olympische Spelen van Tokio in 2021 de opvolgster zou worden van Phil Neville als bondscoach van het vrouwenteam van Engeland. Wiegman werd op haar beurt bij het Nederlands elftal opgevolgd door de Engelsman Mark Parsons. Tijdens de Olympische Spelen reikte de Oranje Leeuwinnen tot aan de kwartfinale, waarin het na strafschoppen werd uitgeschakeld door de Verenigde Staten. Hiermee kwam er een einde aan het succesvolle tijdperk van Wiegman bij het Nederlandse vrouwenvoetbalelftal.
Als dank voor haar grote bijdrage als speler en trainer aan de ontwikkeling van het vrouwenvoetbal in Nederland is een standbeeld van Wiegman toegevoegd aan de beeldentuin op de KNVB Campus in Zeist op 1 juni 2021. Wiegman is de eerste vrouw die een beeld kreeg in de KNVB-beeldentuin. Op 31 augustus 2021 trad ze op als gast in het KRO-NCRV televisieprogramma College Tour met Twan Huys in Stadion Galgenwaard. In november 2021 onthulde ze in Monster een Cruyff Court dat naar haar genoemd is.
Na afloop van de Olympische Spelen ging ze aan de slag bij de Engelse voetbalbond. Ze kwam met het Engelse vrouwenelftal terecht in de kwalificatie voor het wereldkampioenschap in 2023 en de voorbereiding op het Europees kampioenschap voetbal in eigen land in 2022. Gedurende haar eerste maanden oogstte Wiegman lof voor haar aanpak en manier van communiceren. De ploeg zette een indrukwekkende zegereeks neer en op het eindtoernooi in Engeland plaatsten The Lionesses zich voor de finale. Deze finale werd met 2-1 gewonnen van Duitsland na verlenging.
Op 21 december 2022 werd ze verkozen tot Coach van het Jaar in het Verenigd Koninkrijk. Ze is hiermee de eerste vrouw die verkozen werd voor de prijs georganiseerd door de BBC. In december 2022 ontving Wiegman een hoge Britse koninklijke onderscheiding waarbij zij werd benoemd tot honorair commandeur in de Orde van het Britse Rijk (CBE in the Foreign Office list), dit voor haar rol in het behalen van de Europese titel op het EK door het Engelse vrouwenteam. Op 27 februari 2023 werd Wiegman uitgeroepen tot beste FIFA-coach bij een vrouwenteam voor het jaar 2022. Ze kreeg die prijs tweemaal eerder voor 2017 en 2020.
Bij het Wereldkampioenschap voetbal vrouwen 2023 in Australië/Nieuw Zeeland werd Engeland onder Wiegman tweede. De finale werd verloren van Spanje.
Met het Engelse elftal won Wiegman ook het Europese kampioenschap in 2025. In de kwartfinale tegen Zweden liep Engeland een 2-0 achterstand in, en won met de strafschoppen. In de zesde halve finale op rij versloeg Engeland Italië na strafschoppen.
Op 27 juli 2025 werd ze – voor de tweede keer met het Engelse elftal en voor de derde keer in haar carrière – Europees Kampioen, door van Spanje te winnen na verlenging (1-1) en penalty's (3-1).
| Interlands Nederland onder leiding van Sarina Wiegman | Interlands Nederland onder leiding van Sarina Wiegman | Interlands Nederland onder leiding van Sarina Wiegman | Interlands Nederland onder leiding van Sarina Wiegman | Interlands Nederland onder leiding van Sarina Wiegman |
| ----------------------------------------------------- | ----------------------------------------------------- | ----------------------------------------------------- | ----------------------------------------------------- | ----------------------------------------------------- |
|                                                       |                                                       |                                                       |                                                       |                                                       |
| №                                                     | Datum                                                 | Wedstrijd                                             | Uitslag                                               | Competitie                                            |
| 1                                                     | 20 januari 2017                                       | Roemenië – Nederland                                  | 1 – 7                                                 | Oefeninterland                                        |
| 2                                                     | 24 januari 2017                                       | Rusland – Nederland                                   | 0 – 4                                                 | Oefeninterland                                        |
| 3                                                     | 1 maart 2017                                          | Nederland – China                                     | 1 – 0                                                 | Algarve Cup                                           |
| 4                                                     | 3 maart 2017                                          | Australië – Nederland                                 | 3 – 2                                                 | Algarve Cup                                           |
| 5                                                     | 6 maart 2017                                          | Zweden – Nederland                                    | 0 – 1                                                 | Algarve Cup                                           |
| 6                                                     | 8 maart 2017                                          | Japan – Nederland                                     | 2 – 3                                                 | Algarve Cup                                           |
| 7                                                     | 7 april 2017                                          | Nederland – Frankrijk                                 | 1 – 2                                                 | Oefeninterland                                        |
| 8                                                     | 11 april 2017                                         | Nederland – IJsland                                   | 4 – 0                                                 | Oefeninterland                                        |
| 9                                                     | 9 juni 2017                                           | Nederland – Japan                                     | 0 – 1                                                 | Oefeninterland                                        |
| 10                                                    | 13 juni 2017                                          | Nederland – Oostenrijk                                | 3 – 0                                                 | Oefeninterland                                        |
| 11                                                    | 8 juli 2017                                           | Nederland – Wales                                     | 5 – 0                                                 | Oefeninterland                                        |
| 12                                                    | 16 juli 2017                                          | Nederland – Noorwegen                                 | 1 – 0                                                 | EK 2017                                               |
| 13                                                    | 20 juli 2017                                          | Nederland – Denemarken                                | 1 – 0                                                 | EK 2017                                               |
| 14                                                    | 24 juli 2017                                          | België – Nederland                                    | 1 – 2                                                 | EK 2017                                               |
| 15                                                    | 29 juli 2017                                          | Nederland – Zweden                                    | 2 – 0                                                 | EK 2017                                               |
| 16                                                    | 3 augustus 2017                                       | Nederland – Engeland                                  | 3 – 0                                                 | EK 2017                                               |
| 17                                                    | 6 augustus 2017                                       | Nederland – Denemarken                                | 4 – 2                                                 | EK 2017                                               |
| 18                                                    | 19 oktober 2017                                       | Oostenrijk - Nederland                                | 0 - 2                                                 | Oefeninterland                                        |
| 19                                                    | 24 oktober 2017                                       | Nederland - Noorwegen                                 | 1 - 0                                                 | WK-kwalificatie                                       |
| 20                                                    | 24 november 2017                                      | Slowakije - Nederland                                 | 0 - 5                                                 | WK-kwalificatie                                       |
| 21                                                    | 28 november 2017                                      | Nederland - Ierland                                   | 0 - 0                                                 | WK-kwalificatie                                       |
| 22                                                    | 20 januari 2018                                       | Spanje - Nederland                                    | 2 - 0                                                 | Oefeninterland                                        |
| 23                                                    | 28 februari 2018                                      | Japan - Nederland                                     | 2 - 6                                                 | Algarve Cup                                           |
| 24                                                    | 2 maart 2018                                          | Denemarken - Nederland                                | 2 - 3                                                 | Algarve Cup                                           |
| 25                                                    | 5 maart 2018                                          | IJsland - Nederland                                   | 0 - 0                                                 | Algarve Cup                                           |
| 26                                                    | 6 april 2018                                          | Nederland - Noord-Ierland                             | 7 - 0                                                 | WK-kwalificatie                                       |
| 27                                                    | 10 april 2018                                         | Ierland - Nederland                                   | 0 - 2                                                 | WK-kwalificatie                                       |
| 28                                                    | 8 juni 2018                                           | Noord-Ierland - Nederland                             | 0 - 5                                                 | WK-kwalificatie                                       |
| 29                                                    | 12 juni 2018                                          | Nederland - Slowakije                                 | 1 - 0                                                 | WK-kwalificatie                                       |
| 30                                                    | 4 september 2018                                      | Noorwegen - Nederland                                 | 2 - 1                                                 | WK-kwalificatie                                       |
| 31                                                    | 5 oktober 2018                                        | Nederland - Denemarken                                | 2 - 0                                                 | WK-kwalificatie, play-off                             |
| 32                                                    | 9 oktober 2018                                        | Denemarken - Nederland                                | 1 - 2                                                 | WK-kwalificatie, play-off                             |
| 33                                                    | 9 november 2018                                       | Nederland - Zwitserland                               | 3 - 0                                                 | WK-kwalificatie, play-off                             |
| 34                                                    | 13 november 2018                                      | Zwitserland - Nederland                               | 1 - 1                                                 | WK-kwalificatie, play-off                             |
| 35                                                    | 19 januari 2019                                       | Zuid-Afrika - Nederland                               | 1 - 2                                                 | Vriendschappelijk                                     |
| 36                                                    | 27 februari 2019                                      | Spanje - Nederland                                    | 2 - 0                                                 | Algarve Cup                                           |
| 37                                                    | 4 maart 2019                                          | Nederland - Polen                                     | 0 - 1                                                 | Algarve Cup                                           |
| 38                                                    | 6 maart 2019                                          | China - Nederland wns                                 | 1 - 1                                                 | Algarve Cup                                           |
| 39                                                    | 5 april 2019                                          | Nederland - Mexico                                    | 2 - 0                                                 | Vriendschappelijk                                     |
| 40                                                    | 9 april 2019                                          | Nederland - Chili                                     | 7 - 0                                                 | Vriendschappelijk                                     |
| 41                                                    | 1 juni 2019                                           | Nederland - Australië                                 | 3 - 0                                                 | Vriendschappelijk                                     |
| 42                                                    | 11 juni 2019                                          | Nieuw-Zeeland - Nederland                             | 0 - 1                                                 | WK 2019                                               |
| 43                                                    | 15 juni 2019                                          | Nederland - Kameroen                                  | 3 - 1                                                 | WK 2019                                               |
| 44                                                    | 20 juni 2019                                          | Nederland - Canada                                    | 2 - 1                                                 | WK 2019                                               |
| 45                                                    | 25 juni 2019                                          | Nederland - Japan                                     | 2 - 1                                                 | WK 2019                                               |
| 46                                                    | 29 juni 2019                                          | Italië - Nederland                                    | 0 - 2                                                 | WK 2019                                               |
| 47                                                    | 3 juli 2019                                           | Nederland - Zweden                                    | 1 - 0                                                 | WK 2019                                               |
| 48                                                    | 7 juli 2019                                           | Verenigde Staten - Nederland                          | 2 - 0                                                 | WK 2019                                               |
| 49                                                    | 30 augustus 2019                                      | Estland - Nederland                                   | 0 - 7                                                 | EK-kwalificatie                                       |
| 50                                                    | 3 september 2019                                      | Nederland - Turkije                                   | 3 - 0                                                 | EK-kwalificatie                                       |
| ...                                                   |                                                       |                                                       |                                                       |                                                       |

## Erelijst
Als speelster
| Competitie                                  |         |                  |         |         |
| Competitie                                  | Aantal  | Jaren            |         |         |
| KFC '71                                     | KFC '71 | KFC '71          | KFC '71 | KFC '71 |
| ------------------------------------------- | ------- | ---------------- | ------- | ------- |
| KNVB beker                                  | 1x      | 1986/87          |         |         |
| North Carolina Tar Heels                    |         |                  |         |         |
| NCAA Division I Women's Soccer Championship | 1x      | 1989             |         |         |
| Ter Leede                                   |         |                  |         |         |
| Hoofdklasse                                 | 2x      | 2000/01, 2002/03 |         |         |
| KNVB beker                                  | 1x      | 2006/07          |         |         |

Als trainster
| Competitie   |           |                  |           |           |
| Competitie   | Aantal    | Jaren            |           |           |
| Ter Leede    | Ter Leede | Ter Leede        | Ter Leede | Ter Leede |
| ------------ | --------- | ---------------- | --------- | --------- |
| Hoofdklasse  | 1x        | 2006/07          |           |           |
| KNVB beker   | 1x        | 2006/07          |           |           |
| ADO Den Haag |           |                  |           |           |
| Eredivisie   | 1x        | 2011/12          |           |           |
| KNVB beker   | 2x        | 2011/12, 2012/13 |           |           |

| Competitie          | Winnaar   | Winnaar    | Runner-up | Runner-up | Derde     | Derde     |
| Competitie          | Aantal    | Jaren      | Aantal    | Jaren     | Aantal    | Jaren     |
| Nederland           | Nederland | Nederland  | Nederland | Nederland | Nederland | Nederland |
| ------------------- | --------- | ---------- | --------- | --------- | --------- | --------- |
| UEFA EK             | 1x        | 2017       |           |           |           |           |
| Algarve Cup         | 1x        | 2018       |           |           |           |           |
| FIFA WK             |           |            | 1x        | 2019      |           |           |
| Engeland            |           |            |           |           |           |           |
| UEFA EK             | 2x        | 2022, 2025 |           |           |           |           |
| Women's Finalissima | 1x        | 2023       |           |           |           |           |
| Arnold Clark Cup    | 2x        | 2022, 2023 |           |           |           |           |
| FIFA WK             |           |            | 1x        | 2023      |           |           |

## Onderscheidingen
| Vlag van Nederland           | Bondsridder van de KNVB                            | 1x | 2012                   |
| Vlag van Nederland           | Ridder in de Orde van Oranje-Nassau                | 1x | 2017                   |
|                              | The Best FIFA Women's Coach                        | 4x | 2017, 2020, 2022, 2023 |
|                              | UEFA Women's Coach of the Year                     | 1x | 2022                   |
|                              | IFFHS World's Best National Coach                  | 1x | 2020                   |
| Vlag van Verenigd Koninkrijk | Honorair commandeur in de Orde van het Britse Rijk | 1x | 2022                   |

## Privé
Wiegman is getrouwd en heeft twee kinderen. Haar dochter speelde tot 2025 bij ADO Den Haag.

### Bestseller 60
| Boeken met noteringen in de Nederlandse Bestseller 60 | Jaar van verschijnen | Datum van binnenkomst | Hoogste positie | Aantal weken | Opmerkingen                         |
| ----------------------------------------------------- | -------------------- | --------------------- | --------------- | ------------ | ----------------------------------- |
| What It Takes                                         | 2023                 | 15-11-2023            | 21              | 1            | in samenwerking met Jeroen Visscher |

1 Van Veenendaal ·
2 Van Lunteren ·
3 Van der Gragt ·
4 Van den Berg  ·
5 Van Es ·
6 Dekker ·
7 Van de Sanden ·
8 Spitse ·
9 Miedema ·
10 Van de Donk ·
11 Martens ·
12 Roord ·
13 Jansen ·
14 Groenen ·
15 Folkertsma ·
16 Christ ·
17 Zeeman ·
18 Lewerissa ·
19 Van den Bulk ·
20 Janssen ·
21 Beerensteyn ·
22 Van der Most ·
23 Geurts ·
Coach: Wiegman
1 Van Veenendaal  ·
2 Van Lunteren ·
3 Van der Gragt ·
4 Van Dongen ·
5 Van Es ·
6 Dekker ·
7 Van de Sanden ·
8 Spitse ·
9 Miedema ·
10 Van de Donk ·
11 Martens ·
12 Pelova ·
13 R. Jansen ·
14 Groenen ·
15 Kaagman ·
16 Kop ·
17 E. Jansen ·
18 Kerkdijk ·
19 Roord ·
20 Bloodworth ·
21 Beerensteyn ·
22 Van der Most ·
23 Geurts ·
Coach: Wiegman
1 Earps ·
2 Bronze ·
3 Daly ·
4 Walsh ·
5 Greenwood ·
6 Bright ·
7 Mead ·
8 Williamson  ·
9 White ·
10 Stanway ·
11 Hemp ·
12 Carter ·
13 Hampton ·
14 Kirby ·
15 Stokes ·
16 Scott ·
17 Parris ·
18 Kelly ·
19 England ·
20 Toone ·
21 Roebuck ·
22 Wubben-Moy ·
23 Russo ·
Coach: Wiegman
1 Earps ·
2 Bronze ·
3 Charles ·
4 Walsh ·
5 Greenwood ·
6 Bright  ·
7 James ·
8 Stanway ·
9 Daly ·
10 Toone ·
11 Hemp ·
12 Nobbs ·
13 Hampton ·
14 Wubben-Moy ·
15 Morgan ·
16 Carter ·
17 Coombs ·
18 Kelly ·
19 England ·
20 Zelem ·
21 Roebuck ·
22 Robinson ·
23 Russo ·
Coach: Wiegman
1 Hampton ·
2 Bronze ·
3 Charles ·
4 Walsh ·
5 Greenwood ·
6 Williamson  ·
7 James ·
8 Stanway ·
9 Mead ·
10 Toone ·
11 Hemp ·
12 Le Tissier ·
13 Moorhouse ·
14 Clinton ·
15 Morgan ·
16 Carter ·
17 Agyemang ·
18 Kelly ·
19 Beever-Jones ·
20 Park ·
21 Keating ·
22 Wubben-Moy ·
23 Russo ·
Coach: Wiegman